# Bénigne de Dijon
Pour les articles homonymes, voir Bénigne.
Bénigne de Dijon (parfois aussi appelé Broingt et Bénin) est un saint catholique, prêtre, disciple de Polycarpe de Smyrne, venu évangéliser la Gaule avec le prêtre Andoche, le diacre Thyrse et saint Andéol. Il subit le martyre en raison de sa foi à Dijon vers l'an 178.

## Éléments biographiques

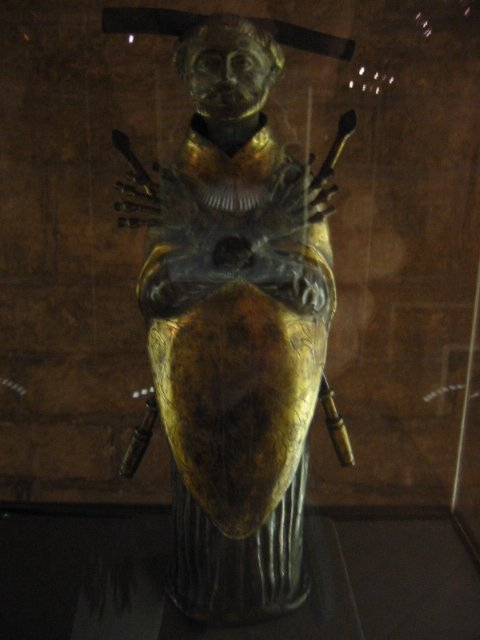
Bâton cantoral du chantre de l'abbaye Saint-Bénigne de Dijon, représentant le martyr du saint avec les alênes enfoncées sous les ongles des doigts.

Bénigne de Dijon, dont le nom signifie « bon saint » (benignus en latin) est connu par deux sources principales, les Actes des martyrs bourguignons et le récit fait par Grégoire de Tours de l'invention des reliques par son aïeul l'évêque Grégoire de Langres.
Bénigne serait issu d’une famille d’Ephèse (aujourd’hui Selcuk), située à quarante kilomètres au sud de Smyrne (l'actuelle Izmir en Anatolie, ancienne Asie mineure, à l'ouest de la Turquie).
Selon la tradition, saint Polycarpe de Smyrne (lui-même  disciple de l'apôtre Jean) aurait envoyé le prêtre Bénigne pour évangéliser la Gaule avec saint Andoche, prêtre, saint Thyrse, diacre (tous deux vénérés à Saulieu), ainsi que saint Andéol, sous-diacre (vénéré à Bourg-Saint-Andéol). D'abord reçu à Autun par Faust, père de saint Symphorien, Bénigne serait ensuite parti vers 164 pour Langres où la sœur de Fauste, Léonille, demeurait. Elle avait trois fils, Speusippe, Éleusippe et Méleusippe, âgés d’une vingtaine d’années, instruits, distingués et païens comme leur père,. Fauste confia à Bénigne la mission de les convertir, ce qu'il fit.
ll se rendit ensuite à Dijon. Pour réunir les chrétiens dijonnais, Bénigne bénit deux oratoires souterrains : l’un dédié à saint Jean Baptiste et à saint Jean l’Évangéliste – sur lequel sera construite quelques siècles plus tard, l’église Saint-Jean – , l’autre à saint Etienne, à l’intérieur du castrum, l’enceinte de la ville. Ce dernier, au fil du temps, devint l’église Saint-Étienne, aujourd’hui désaffectée. Une vierge nommée Paschasie l'aida matériellement et dans son évangélisation.
Arrêté à Épagny en Côte-d'Or vers 178 sous Marc-Aurèle, il fut torturé, plusieurs fois secouru miraculeusement par un ange selon la croyance, puis mis à mort.

## Culte
Au début du VIe siècle, l'évêque Grégoire de Langres désira mettre un terme au culte rendu par les fidèles auprès du tombeau d'un païen. D'après la légende rapportée par Grégoire de Tours, petit-fils de Grégoire de Langres, il changea d'avis après un songe qui lui aurait révélé que le tombeau contenait les reliques du martyr Bénigne : un saint Bénigne martyr figure bien au martyrologe hiéronymien à la date du 1er novembre ; cependant, il ne semble pas avoir eu de lien avec Dijon et ne faisait l'objet d'aucune vénération en ce lieu jusqu'au début du VIe siècle.
Sur son supposé tombeau à Dijon est donc érigée au début du VIe siècle par Grégoire de Langres une basilique, devenue l'abbaye Saint-Bénigne de Dijon, puis plus tard la cathédrale de Dijon.
Les résultats d'une campagne de fouilles menées dans la crypte de la cathédrale entre 2003 et 2020 laissent supposer que la tombe de saint Bénigne a été retrouvée,.
Le diocèse de Dijon (créé en 1731 à partir de celui de Langres et devenu archidiocèse métropolitain en 2022), a reçu pour patron principal ce martyr dijonnais Saint-Bénigne par un bref du cardinal J-B. Caprara, légat du pape entre 1801 et 1810.
Initialement fêté le 1er novembre, Saint Bénigne est fêté dans l'archidiocèse de Dijon le 13 novembre.

## Postérité

### Églises portant son patronyme
- Cathédrale Saint-Bénigne de Dijon

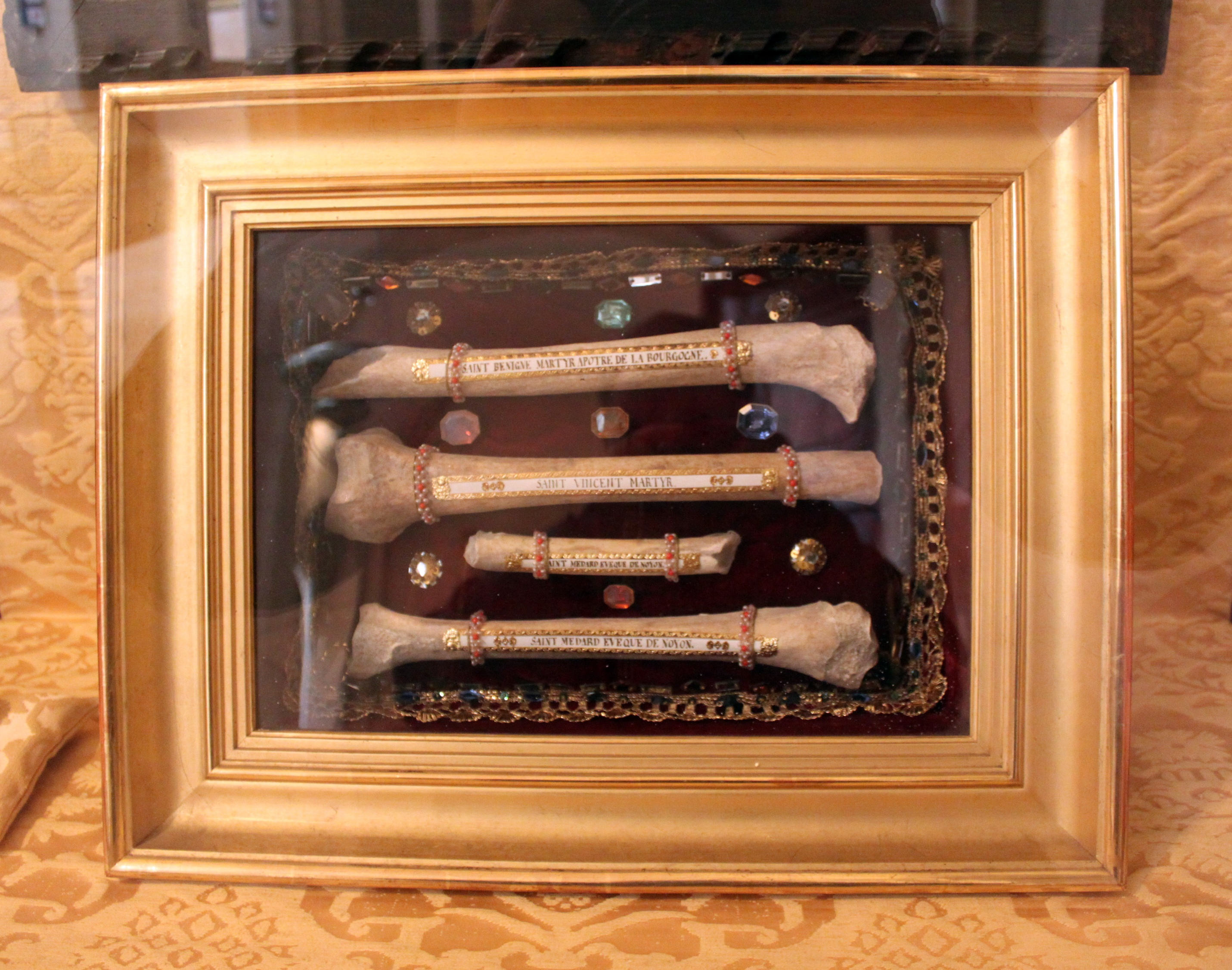
Reliques du saint au musée d'Art sacré de Dijon.

- Église Saint-Bénigne de Pontarlier (dans le Doubs)
- Église Saint-Benigne de Domblain (dans la Haute-Marne)
- Église Saint-Bénigne de Savigny-en-Terre-Plaine (dans l'Yonne)
- Église Saint-Bénigne de Jambles (en Saône-et-Loire)
- Église Saint-Bénigne de Vallières (dans l'Aube)
- Église Saint-Bénigne d'Épagny (dans la Côte-d'Or)
- Église Saint-Bénigne de They à Sorans-lès-Breurey (en Haute-Saône)[10]

### Iconographie
- Cathédrale Saint-Bénigne de Dijon[11]
  - Vitrail central de l'abside, rangée du bas à gauche, saint Andoche, œuvre d'Édouard Didron
  - Vitrail  École apostolique de Smyrme, avec la représentation des saints Andoche, Thyrse, Andéol, Bénigne
  - Vitrail  Départ en mission des saints Bénigne, Andoche, Thyrse, Andéol

### Personnages célèbres portant son patronyme
- Jacques-Bénigne Bossuet, prédicateur et écrivain du XVIIe siècle,
- Bénigne Joly, prêtre et écrivain religieux du XVIIe siècle.

### Autres lieux
- Groupe scolaire saint Bénigne à Dijon
- Village de Saint-Bénigne dans l'Ain

## Critiques sur l'historicité du personnage
Le récit est considéré par des historiens comme un faux légendaire du début du VIe siècle, visant à ramener dans l'orthodoxie le culte rendu par la population de Langres au tombeau d'un inconnu probablement païen. Il ferait penser à une falsification qu'on peut dater du début du VIe siècle, et qui visait à prouver une origine très ancienne pour les évêchés de Langres, Besançon, Valence et Autun. Inscrivant Bénigne, présenté comme prêtre, au sein d'un groupe de clercs qui compte également Thyrse et Vallier, ces légendes ont probablement été écrites par un clerc séculier qui appartenait à la communauté fondée par Grégoire pour assurer la garde du tombeau et l'orthodoxie du culte qui y était célébré ; elles sont truffées d'anachronismes.
André Vauchez décrit ainsi le contexte de développement du culte de Bénigne :

« Grégoire de Tours raconte qu’en Gaule, au début du VIe siècle, l’évêque de Langres fit ouvrir un beau sarcophage antique où reposaient les restes d’un personnage inconnu envers lequel la population de Dijon manifestait une grande vénération. Le prélat décida qu’il s’agissait des reliques de saint Bénigne, martyr d’origine grecque dont on ne savait pas grand chose mais dont une Vie, rédigée quelques années plus tard, souligna opportunément qu’il avait joué un rôle important dans l’évangélisation de la Bourgogne. C’est au-dessus de cette tombe, où se produisirent de nombreux miracles, que devait se développer, à l’époque carolingienne, la grande abbaye de Saint-Bénigne qui fut réformée au XIe siècle par Guillaume de Volpiano. En dernière analyse, on a l’impression que ces « inventions » de reliques, qui furent fréquentes tout au long du Moyen Âge, ont souvent correspondu à des tentatives de la hiérarchie ecclésiastique visant à reprendre en main la dévotion populaire et à l’orienter vers des figures orthodoxes, sinon toujours authentiques. »

Toutefois, la Passion de saint Bénigne est considérée comme un texte fondateur.